# Viking Tri-nations Rugby 2010
Navigation
Viking Tri-nations 2009 Viking Tri-nations 2011
La Viking Tri-nations Rugby 2010 est la première édition de la compétition de rugby à XV organisée par l'Association européenne de rugby. La Norvège et le Danemark font match nul 14 à 14 lors de l'unique rencontre disputée le 16 octobre à Oslo et la Norvège est désignée vainqueur par tirage au sort. Ce match compte également pour un match de poule de la division 2C du Championnat européen des nations 2010-2012.

## Feuille de match
(mt : 3 - 8)
Points marqués :
- Norvège : 1 essai de T. Greer (69e), 3 pénalités de F. Hunt (16e, 65e, 77e)
- Danemark : 1 essai de G. Hounou (10e), 3 pénalités d'A. Grantham (25e, 67e, 79e)

Évolution du score : 0-5, 3-5, 3-8, 6-8, 6-11, 11-11, 14-11, 14-14
Arbitre : M. Goffinet 
| Norvège Titulaires A. Diessner 15 F. Hunt 14 F. Skovly 13 T. Langridge 12 S. Davis 11 A. Slaatta 10 N. Ryan 9 A. Harrington 8 K. Borsheim 7 P. Raclin 6 E. Lunde 5 S. Roestberg 4 H. Stengrimsen 3 A. Fyri 2 S-O. Kristensen 1 Remplaçants L. Eaton J. Buncle J. Panapasa J. Greenshields J. Baleiwei T. Bichard Breaud T. Greer Entraîneur G. Gunter |  | Danemark Titulaires 15 A. Grantham 14 A-G. Hounou 13 B. Diamandis 12 A. Robertson 11 P. Madsen 10 J. Jensen 9 K. Steel 8 J. Soussan 7 K. Pedersen 6 K. Riberholdt 5 J. Haaning 4 N. Eegholm 3 N. Gotfredsen 2 R. Dufke 1 S. Brobyskov Remplaçants J. Mackeprang D. Pilgaard J. Larsen P-W. Bjerrum T. Graagaard Ch. Jensen A. Nielsen Entraîneur Ch. Adby |